# San Quentin (film din 1937)
San Quentin este un film dramatic din 1937 regizat de Lloyd Bacon; cu Pat O'Brien, Humphrey Bogart și Ann Sheridan în rolurile principale. A fost turnat în închisoarea de stat din San Quentin, California.

## Distribuție
- Pat O'Brien - Capt. Stephen Jameson
- Humphrey Bogart - Joe 'Red' Kennedy
- Ann Sheridan - May Kennedy
- Barton MacLane - Lt. Druggin
- Joe Sawyer - 'Sailor Boy' Hansen (ca - Joseph Sawyer)
- Veda Ann Borg - Helen
- Archie Robbins - Mickey Callahan (ca - James Robbins)
- Joe King - Warden Taylor (ca - Joseph King}
- Gordon Oliver - Captain
- Garry Owen - Dopey
- Marc Lawrence - Venetti
- Emmett Vogan - Lieutenant
- William Pawley - Convict
- Al Hill - Convict
- Max Wagner - Prison Runner
- George Lloyd - Convict
- Ernie Adams - Fink
- Pat Flaherty - Cop clearing May (nemenționat)[3]
- Edward Keane - 2nd Detective (nemenționat)[4]